# James Joll
James Joll (* 21. Juni 1918 in Bristol; †  12. Juli 1994 in London) war ein britischer Autor und Historiker. Zu seinen Werken als Autor gehören Bücher über die Ursachen des Ersten Weltkriegs und Europas seit 1870. Er schrieb auch über die Geschichte des Anarchismus und des Sozialismus.

## Leben
Joll verbrachte in Bristol seine Kindheit, wo er zur Schule ging. Er studierte Geschichte und Politikwissenschaften in Winchester, an der Universität Bordeaux und am New College in Oxford. 1940 ging er zur Britischen Armee im Zweiten Weltkrieg. Er war beim britischen Geheimdienst Special Operations Executive. Nach dem Zweiten Weltkrieg kehrte er nach Oxford zurück und schloss dort sein Studium ab. Von 1947 bis 1950 war er Fellow und Tutor für Politikwissenschaften. Anschließend wechselte er als Hochschullehrer an das St Antony’s College der University of Oxford. 1955 lernte Joll den Maler John Golding kennen, mit dem er bis zu seinem Tod zusammen lebte.
Während seiner Zeit in Oxford schrieb Joll ein Buch über die Zweite Internationale (1955) und ein Buch über Léon Blum, Walther Rathenau und Filippo Tommaso Marinetti mit dem Titel Intellektuelle in der Politik (1960). 1964 veröffentlichte er das Buch The Anarchists, das seine verflochtenen Interessen an Kultur, Ereignissen, politischer Philosophie und individuellen Persönlichkeiten zeigte, die die Geschichte einer linken Bewegung prägten.
1967 verließ Joll St. Antony’s in Oxford, um an der London School of Economics als Stevenson-Professor für Internationale Geschichte zu unterrichten. Sein bekanntestes Werk war Europa seit 1870: eine internationale Geschichte, die 1973 erschien.
1977 kehrte er mit seinem Buch über den italienischen marxistischen Intellektuellen Antonio Gramsci zur Biographie zurück; im selben Jahr wurde er zum Fellow der British Academy gewählt. Ihm zu Ehren wurden mehrere Preise im Department of International History der London School of Economics benannt. 1979 gewährte er dem Kunsthistoriker und alten Freund Anthony Blunt Unterkunft in seinem Haus, als Blunt als Doppelagent enttarnt wurde. Dadurch geriet auch Joll selbst in den Focus der britischen Presse. Nach seiner Pensionierung im Jahre 1981 wurde er emeritierter Professor an der Universität London. 1994 verstarb er in London an Krebs.

## Werke (Auswahl)
- The Second International, 1889–1914, London: Weidenfeld & Nicolson, 1968, LCCN 78390757
- Intellectuals in politics: Three biographical essays. London: Weidenfeld & Nicolson, 1960, LCCN 60051294,
- Gramsci. London: Fontana Modern Masters, 1977
- The Anarchists, Cambridge, Massachusetts: Harvard University Press, 1980. ISBN 0-674-03641-7, LCCN 80010503, Antonio Gramsci. New York: Viking Press, 1977, ISBN 0-670-12942-9, LCCN 78064513
- The origins of the First World War, London, New York: Longman, 1992, ISBN 0-582-08920-4, LCCN 91023178
  - deutschsprachige Ausgabe: Die Ursprünge des Ersten Weltkriegs. List, München 1988, ISBN 3-471-77870-5.
- Europe since 1870: An international history, Middlesex, England, New York: Penguin, 1983, ISBN 0-14-022477-7